# تپه داش بلاغ ۱
تپه داش بلاغ ۱ مربوط به دوره اشکانیان - دوره ساسانیان است و در شهرستان میانه، بخش مرکزی، دهستان اوچ تپه شرقی، ۲۰۰ متری جنوب روستای داش بلاغ واقع شده و این اثر در تاریخ ۲۷ آبان ۱۳۸۶ با شمارهٔ ثبت ۲۰۲۰۴ به‌عنوان یکی از آثار ملی ایران به ثبت رسیده است.